# Osvaldo Codaro
Osvaldo Horacio Codaro (Avellaneda, 9 de diciembre de 1930 - Río de Janeiro, Brasil, 6 de junio de 2017 ) fue un jugador argentino de waterpolo.

## Biografía
Osvaldo Codaro ha sido el mejor jugador de waterpolo argentino de las décadas de 1950 y 1960. Nació en 1930 y empezó su carrera waterpolista en 1942. Comenzó en el Club Atlético Independiente y también jugó en Club Comunicaciones y el Boca Juniors. En el año 1955 se casó y tuvo cinco hijos.
Ganó la medalla de oro en los primeros juegos panamericanos en Buenos Aires en 1951 y repitió en México 1955. Fue miembro del equipo nacional de waterpolo de Argentina en los juegos olímpicos de 1948, 1952 y 1960. En roma 1960, Argentina fue 9.º y Codaro fue reconocido como el mejor jugador sudamericano y uno de los mejores del mundo, apreciado expecialmente por su capacidad física y su entendimiento del juego.

## Equipos
- Club Atlético Independiente ( Argentina)
- Club Comunicaciones ( Argentina)
- Boca Juniors.   ( Argentina).                     La Peña AC (🇦🇷 Argentina)

## Palmarés
Como jugador de club de waterpolo
- Campeón junior de Argentina en 1946

Como jugador de la selección de Argentina
- 9.º en los juegos olímpicos de Roma 1960
- Oro en los juegos Panamericanos de 1955 en México
- 13.º en los juegos olímpicos de Helsinki 1952
- Oro en los juegos Panamericanos de 1951 en Buenos Aires
- 9.º en los juegos olímpicos de Londres 1948

Falleció en Río de Janeiro, Brasil, el 6 de junio de 2017 y en el mes de agosto la International Swimming Hall of Fame (ISHOF) lo incorporó al Salón de la Fama de la Natación, en una ceremonia realizada en el estado de Florida, Estados Unidos.